# Gran Galà del calcio AIC 2012

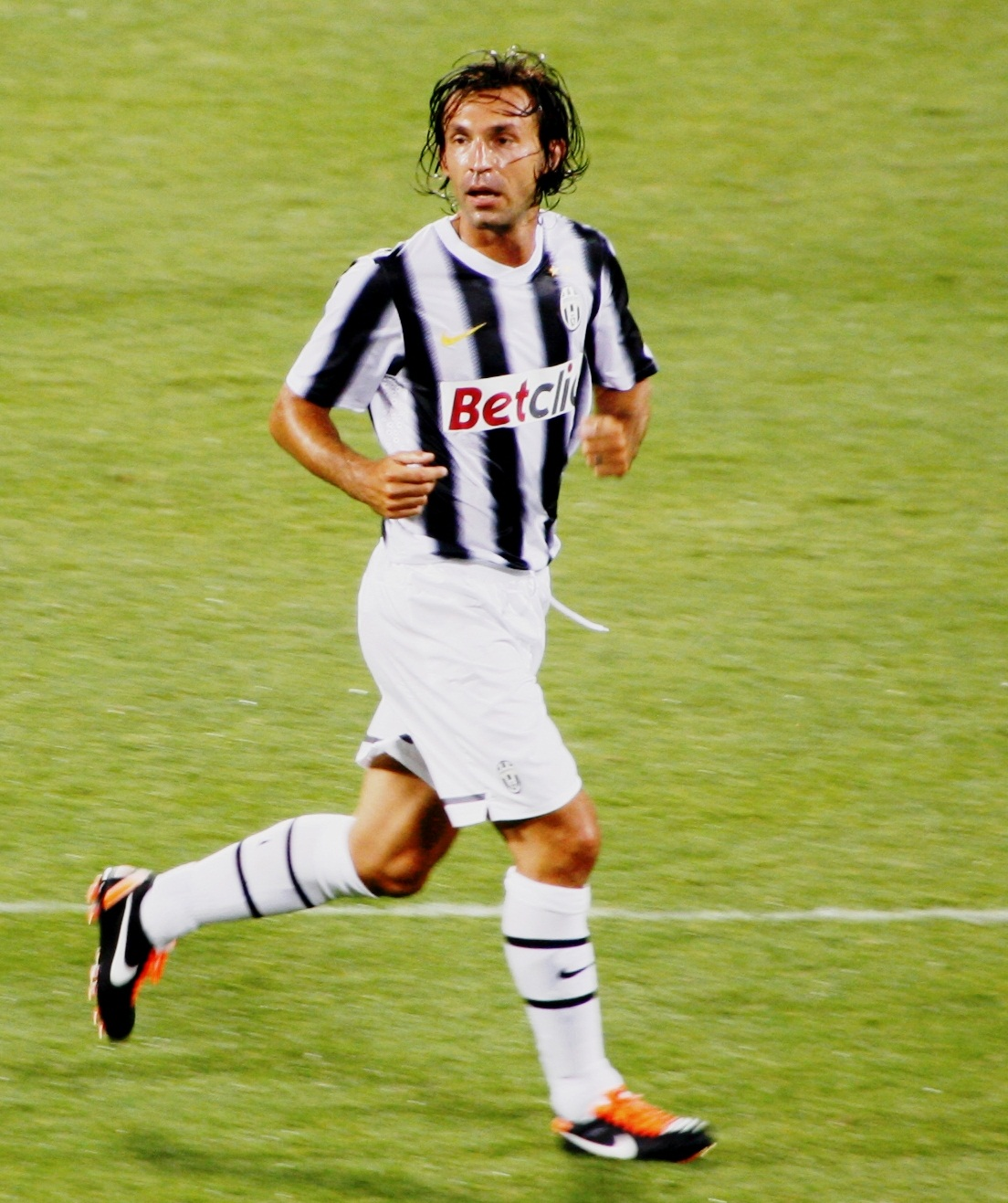
L'italiano Andrea Pirlo, migliore calciatore assoluto al Gran Galà del calcio AIC 2012.

Il Gran Galà del calcio AIC 2012 è stata la seconda edizione dell'omonima manifestazione in cui sono stati premiati, da parte dell'Associazione Italiana Calciatori, i protagonisti del calcio italiano per la stagione 2011-2012.
I riconoscimenti sono stati consegnati il 27 gennaio 2013 presso il Teatro Dal Verme di Milano; la manifestazione, presentata da Michele Criscitiello, Alessia Ventura e Dan Peterson, è stata trasmessa su Sportitalia 1.

## Vincitori
Squadra dell'anno
| Ruolo | Naz.               | Giocatore           | Squadra  |
| ----- | ------------------ | ------------------- | -------- |
| P     | Italia (bandiera)  | Gianluigi Buffon    | Juventus |
| D     | Italia (bandiera)  | Christian Maggio    | Napoli   |
| D     | Brasile (bandiera) | Thiago Silva        | Milan    |
| D     | Italia (bandiera)  | Andrea Barzagli     | Juventus |
| D     | Italia (bandiera)  | Federico Balzaretti | Palermo  |
| C     | Italia (bandiera)  | Claudio Marchisio   | Juventus |
| C     | Italia (bandiera)  | Antonio Nocerino    | Milan    |
| C     | Italia (bandiera)  | Andrea Pirlo        | Juventus |
| A     | Svezia (bandiera)  | Zlatan Ibrahimović  | Milan    |
| A     | Italia (bandiera)  | Antonio Di Natale   | Udinese  |
| A     | Uruguay (bandiera) | Edinson Cavani      | Napoli   |

Migliore calciatore assoluto
| Piazzamento | Giocatore    | Squadra  |
| ----------- | ------------ | -------- |
| Vincitore   | Andrea Pirlo | Juventus |

Migliore allenatore
| Piazzamento | Allenatore    | Squadra  |
| ----------- | ------------- | -------- |
| Vincitore   | Antonio Conte | Juventus |

Giovane rivelazione della Serie A
| Piazzamento | Giocatore           | Squadra |
| ----------- | ------------------- | ------- |
| Vincitore   | Stephan El Shaarawy | Milan   |
| Vincitore   | Luis Muriel         | Udinese |

Migliore calciatore della Serie B
| Piazzamento | Giocatore       | Squadra |
| ----------- | --------------- | ------- |
| Vincitore   | Marco Verratti  | Pescara |
| Vincitore   | Ciro Immobile   | Pescara |
| Vincitore   | Lorenzo Insigne | Pescara |

Premio alla carriera
| Piazzamento | Giocatore       |
| ----------- | --------------- |
| Vincitore   | Filippo Inzaghi |

Miglior società
| Piazzamento | Società calcistica |
| ----------- | ------------------ |
| Vincitore   | Juventus           |

Premio alla fedeltà
| Piazzamento | Giocatore      | Squadra |
| ----------- | -------------- | ------- |
| Vincitore   | Javier Zanetti | Inter   |

Migliore arbitro
| Piazzamento | Arbitro        |
| ----------- | -------------- |
| Vincitore   | Nicola Rizzoli |

Calciatrice dell'anno
| Piazzamento | Giocatrice         | Squadra          |
| ----------- | ------------------ | ---------------- |
| Vincitrice  | Melania Gabbiadini | Bardolino Verona |